# Гаврилишин Володимир Петрович
Володимир Петрович Гаврилишин (нар. 20 березня 1946, Коропець, УРСР) — український юрист, учитель, краєзнавець, активіст. Депутат Тернопільської обласної (1998) та Монастириської районної (2015) рад. Член Національної спілки краєзнавців (1991) та журналістів України (2008). Племінник Богдана Гаврилишина.

## Життєпис
Закінчив юридичний факультет Львівського університету (1977). Працював у хімічній промисловості у м. Калуші, деревообробній промисловості Брошневі (обидва Івано-Франківської области), учителем — у смт Коропці, селах Вістря Монастириського і Нові Петликівці Бучацького районів; керівником міжколгоспної юридичної групи Монастириського райсільгоспуправління (1977—1986); відповідальним секретарем Монастиристириської організації товариства боротьби за тверезість (1986—1990); від 1991 — завідувачем Коропецького народного історико-краєзнавчого музею.
З ініціативи Володимира і Тетяни Гаврилишинів в Коропці відкрито перший музей Богдана Гаврилишина.
Нагороджений Грамотою Верховної Ради України від 6 лютого 2020 року, № 179-К.

## Доробок
Співавтор книги «Коропець. Історія і спогади» (2004), автор публікацій у ЗМІ.
- Гаврилишин, В. Архів Богдана Гаврилишина в Україні // Вісті Придністров'я. — 2017. — № 6 (10 лют.). — С. 2.
- Гаврилишин, В. Від лісоруба — до радника президентів // Наш день. — 2016. — № 42 (19—25 жовт.). — С. 9. — (Особистості).
- Гаврилишин, В. Вулиця Богдана Гаврилишина у Києві // Вісті Придністров'я. — 2018. — № 13 (30 берез.). — С. 2.
- Гаврилишин, В. Богдан Гаврилишин: «Доля України — в руках українців» // Вільне життя плюс. — 2016. — № 82 (21 жовт.). — С. 3.
- Гаврилишин, В. Зберегти палац Бадені / В. Гаврилишин // Вісті Придністров'я. — 2014. — № 48 (5 груд.). — С. 3. — (Актуально).
- Гаврилишин, В. Людина належить світові // Вісті Придністров'я. — 2016. — № 40 (14 жовт.). — С. 1—2. — (Наші славні земляки).
- Гаврилишин, В. Людина, яка належить світові // Свобода. — 2016. — № 81 (19 жовт.). — С. 5.